# 紫花香薷
紫花香薷（学名：Elsholtzia argyi）为唇形科香薷属下的一个种。

## 扩展阅读
維基物種上的相關：紫花香薷